# Combretum albopunctatum
Combretum albopunctatum là một loài thực vật có hoa trong họ Trâm bầu. Loài này được Suess. mô tả khoa học đầu tiên năm 1953.